# Awful Liar
Awful Liar är en låt framförd av Lisa Ajax i Melodifestivalen 2024. Låten som deltog i den första deltävlingen, gick direkt vidare till final.
Låten är skriven av David Lindgren Zacharias, Sebastian Atas, Victor Crone och Victor Sjöström.